# Lausanne-konferencen
Lausanne-konferencen var en konference afholdt i Lausanne i 1922-23 med henblik på at få en traktat i stand med Tyrkiet, som under Kemal Pasha's nye regering, ikke ville anerkende Sèvres-traktaten. Konferencen åbnede i november 1922, med repræsentanter for Storbritannien, Frankrig, Italien og Tyrkiet. Den tyrkiske Nationalforsamling valgte İsmet İnönü, Dr Rıza Nur og overrabbiner for Tyrkiet, Chaim Nahum som sine repræsentanter. Lord Curzon, den britiske udenrigsminister, var koordinator for konferencen og dominerede den.
Frankrig og Italien havde gået ud fra, at britisk prestige ville være uopretteligt skadet efter Chanak-krisen; de blev chokeret over at erfare, at tyrkisk respekt for Storbritannien var den samme som hidtil, eftersom britiske tropper havde holdt deres stillinger ved Chanak, medens de franske var blevet beordret til at retirere.
Konferencen varede i 11 uger. Der var taler fra Benito Mussolini fra Italien og Raymond Poincaré fra Frankrig. Ved afslutningen erklærede Tyrkiet sig enig i de politiske klausuler og "den frie bevægelighed gennem Dardanellerstrædet", hvilket var hovedsagen for Storbritannien. Spørgsmålet om Mosuls status blev udskudt, eftersom Curzon afviste at blive presset på det britiske standpunkt, at området var en del af Irak. Den franske delegation opnåede derimod ikke nogle af deres mål, og den 30. januar 1923 udstedte de en tilkendegivelse om, at de ikke anså en traktat-indgåelse som andet end et "udgangspunkt for diskussioner". Tyrkerne afviste derfor at underskrive traktaten. Den 4. februar 1923 opfordrede Curzon derfor en sidste gang Ismet Pasha til at træde tilbage, og da han afviste, afbrød udenrigsministeren forhandlingerne og afrejste samme aften med Orientekspressen.
Lausanne-traktaten blev dog til sidst underskrevet den 24. juli 1923.